# Montalbán
Montalbán là một đô thị trong tỉnh Teruel, Aragon, Tây Ban Nha. Dân số 1.538, diện tích 82 km² và mật độ 18,75. 